# Hubert H. Girault

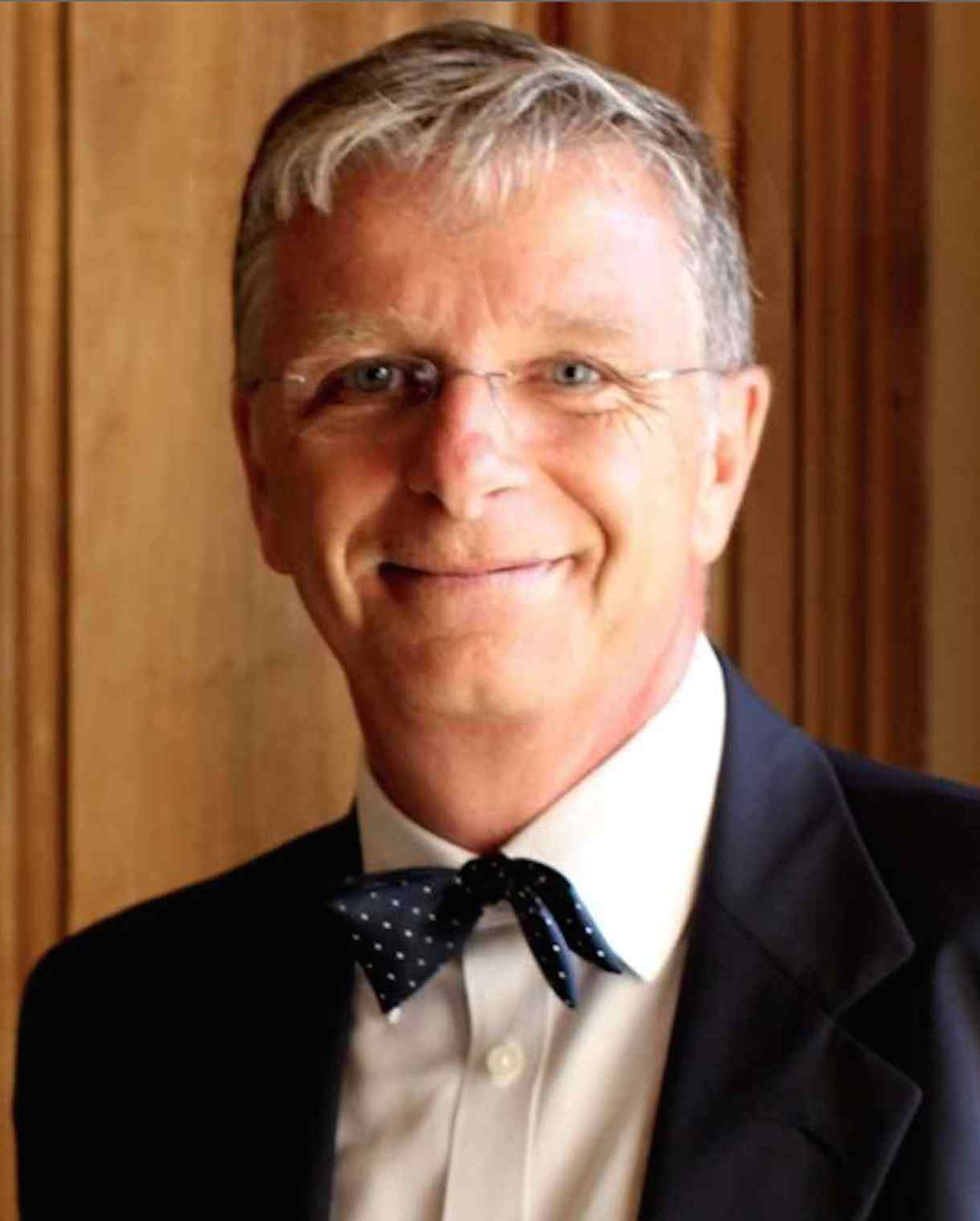
Hubert H. Girault

Hubert Girault (* 13. Februar 1957 in Saint-Maur-des-Fossés, Frankreich) ist ein Schweizer Chemiker und Professor an der École Polytechnique Fédérale de Lausanne (EPFL). Er ist der Direktor des Labors für Physikalische und Analytische Elektrochemie mit Expertisen in der Elektrochemie an sogenannten weichen Grenzflächen (soft interfaces), in Lab-on-a-Chip Techniken, in der bioanalytischen Chemie und Massenspektrometrie, in künstlicher Wasserspaltung, in der Kohlenstoffdioxidreduktion, und in Redox-Flussbatterien.

## Leben
Hubert Girault erhielt 1979 sein Ingenieurdiplom in Technischer Chemie vom Technologie-Institut Grenoble. Drei Jahre später, im Jahre 1982, vollendete er seine Promotion an der Universität Southampton, England. Seine Doktorarbeit trägt den Titel Grenzflächenuntersuchungen mithilfe von Tropfenbildverarbeitungsverfahren. Zwischen 1982 und 1985 war er als Postdoktorand an der Universität Southampton tätig, bevor er Dozent in Physikalischer Chemie an der Universität Edinburgh wurde. 1992 wurde er Professor der Physikalischen Chemie an der École Polytechnique Fédérale de Lausanne (EPFL), wo er bis heute Lehrveranstaltungen hält. Er ist außerdem Gründer und Direktor des Labors für Physikalische und Analytische Elektrochemie. Er fungierte zweimal als Direktor des Instituts für Chemie, heute Institut für Chemie und Chemieingenieurwesen in den Zeiträumen 1995–1997 und 2004–2008. He fungierte ebenso zweimal, und zwar 1997–1999 und 2001–2004 (Ref), als Leiter der Lehrkommission für Chemie, verantwortlich für die Lehre in Chemie und im Chemieingenieurwesen an der EPFL, die heute als Abteilung für Chemie und Chemieingenieurwesen bezeichnet wird.
Girault war von 1999 bis 2000 Direktor des Doktorandenprogramms in Chemie an der EPFL. Zwischen 2011 und 2014 war er Dekan der Bachelor- und Masterstudiengänge an der EPFL und hat eine umfassende Lehrreform betreut mit der Definition neuer Studienpläne ab September 2013. Er war in eine grundlegende Überholung des Masterstudiengangs und in die Einführung von offenen Massen-Online-Kursen (MOOCs) involviert. Als Dekan führte er Maßnahmen ein, um die Qualitätskontrolle der Lehre zu verbessern, insbesondere durch das Einsetzen einer akademischen Kommission innerhalb jeder Abteilung, die für die jährliche Überprüfung aller Programme verantwortlich ist. Hubert Girault führt außerdem den Vorsitz verschiedener Zulassungskommissionen der Bachelor- und Masterstudiengängen.
Im Laufe seiner Karriere betreute er über 60 Doktoranden (10 weitere werden derzeit betreut) und arbeitete mit vielen Postdoktoranden zusammen. 25 seiner ehemaligen Doktoranden oder Postdoktoranden sind jetzt Professoren in Kanada, China, Dänemark, Frankreich, Irland, Japan, Südkorea, Singapur, Vereinigtes Königreich und den USA.
Hubert Girault hatte seit jeher Interesse am wissenschaftlichen Publizieren. Zwischen 1996 und 2001 war er Mitherausgeber der Zeitschrift Journal of the Electroanalytical Chemistry. Er ist außerdem Vizepräsident des Verlags „Presses Polytechniques et Universitaires Romandes“. Er arbeitete in vielen Redaktionsleitungen und fungiert derzeit als Mitherausgeber von Chemical Science (Royal Society of Chemistry). Prof. Hubert Girault war von 2008 bis 2010 Leiter der Fachgruppe Elektrochemie der European Association of Chemical and Molecular Sciences (EUCHEMS) und war der Vorsitzende der jährlichen Konferenz der Internationalen Gesellschaft der Elektrochemie 2014 in Lausanne.
Hubert Girault war der Gründungsdirektor von drei Unternehmen:
- Dydropp (1982, aufgelöst 1986), tätig in der Herstellung von Videodigitalisierungseinheiten für Oberflächenmessungen;
- Ecosse Sensors (1990, jetzt ein Teil von Inverness Medical Technologies, USA), tätig in der Herstellung von Laser-photoabladierten Kohlenstoffelektroden zur Detektion von Schwermetallen;
- Diagnoswiss (1999, aufgelöst 2016), tätig in der Herstellung von schnellen Immunoassay-Systemen.

## Anerkennung
Professor Girault ist Autor von über 500 wissenschaftlichen Publikationen mit über 15000 Verweisen und einem h-Index von 63 laut Web of Science.
Er ist ebenso Autor des Lehrbuches Electrochimie: Physique et Analytique, welches auch auf Englisch mit dem Titel Analytical and Physical Electrochemistry erschien. Professor Girault ist Inhaber von 17 Patenten. Zusätzlich zu seiner Tätigkeit als Professor an der EPFL fungiert er als Adjunct Professor am Engineering Research Center of Innovative Scientific Instruments, Ministry of Education of China, Fudan-Universität, Shanghai. Er war Gastprofessor an der École normale supérieure de Cachan (Paris, Frankreich), Fudan-Universität (China), Universität Kyōto (Japan), Universität Peking (China), and Xiamen-Universität (China).

## Auszeichnungen (Auswahl)
- 2006: Faraday-Medaille der Royal Society of Chemistry
- 2007: Fellow der International Society of Electrochemistry ISE
- 2009: Fellow der Royal Society of Chemistry
- 2015: Reilley Award der American Society of Electroanalytical Chemistry

## Aktuelle Forschungsgebiete (Auswahl)

### Elektrochemie an weichen Grenzflächen (soft interfaces)
Hubert Girault ist an der Selbstorganisation molekularer Spezies und Nanopartikel an flüssig-flüssig Grenzflächen interessiert und trägt viel zur Grundlagenforschung über die Elektrochemie an sogenannten weichen Grenzflächen (soft interfaces) bei.